# Атласов Володимир Васильович
Володи́мир Васи́льович Атласов (рос. Владимир Васильевич Атласов, у деяких документах — Отласов; *близько 1661—1664 — †1711) — російський мандрівник.

## Життєпис
За переказами, його батько, Василь Тимофійович Отлас, походив з устюжських селян. У 1672 році розпочав службу рядовим козаком в Якутську. 1695 року став пятидесятником та прикажчиком Анадирського острогу.
У 1697—1699 роках здійснив низку походів по Камчатці, приєднав її до Московських земель (обклав даниною місцеві народи).
На початку 1701 їздив у Москву, де за приєднання Камчатки до Росії Атласову дали чин «козачий голова». В описах («скасках») Атласова багато географічних та етнографічних відомостей про Камчатку, а також Чукотку, Аляску, Курильські острови.
У серпні 1701 року Атласов напав на судно купця, який віз шовкові тканини. Він відібрав крам у купця та ледь не втопив його. Атласов був заарештований та засуджений до 5-ти років ув'язнення, яке відбував у Якутську. Після ув'язнення знову відправився на Камчатку.
Атласова вбили під час бунту служилих людей на Камчатці.